# Don King
Treść tego artykułu może nie być zgodna z zasadami neutralnego punktu widzenia.
Dokładniejsze informacje o tym, co należy poprawić, być może znajdują się w dyskusji tego artykułu.
 Po wyeliminowaniu niedoskonałości należy usunąć szablon  z tego artykułu.
Don King (ur. 20 sierpnia 1931 w Cleveland) – amerykański promotor boksu zawodowego.

## Życiorys
Zyskał sławę w 1974, organizując walkę bokserską między Muhammadem Alim a George’em Foremanem w Zairze, nazwaną później Bijatyką w dżungli (ang. Rumble in the Jungle). Ugruntował swoją pozycję wpływowego promotora, organizując rok później trzecią walkę Alego z Joe Frazierem, w Manili. Do reklamowania jej King ukuł chwytliwe hasło: Thriller w Manili (ang. Thrilla In Manila).
Oprócz tych bokserów King był promotorem takich zawodników, jak: Evander Holyfield, Félix Trinidad, Mike Tyson, Larry Holmes, Julio César Chávez, John Ruiz, Óscar de la Hoya, Hasim Rahman, Chris Byrd oraz Polacy Andrzej Gołota i Tomasz Adamek.
Pomimo kryminalnej przeszłości King zdobył samodzielnie wykształcenie. Zdarza mu się cytować klasyków w wypowiedziach publicznych (m.in. Szekspira). Styl jego wypowiedzi cechuje przesadna ekspresja, nagromadzenie barokowego słownictwa i uchybienia językowe (malapropizmy, neologizmy).
W czasie wyborów prezydenckich w 2004 popierał kandydaturę George’a Busha, m.in. występując w czasie konwencji Republikanów w Nowym Jorku. W USA i na świecie powszechnie rozpoznawany z powodu unikalnej fryzury, krzykliwych, połyskujących garniturów i skłonności do obwieszania się biżuterią oraz swoistej megalomanii.
W 1997 roku został wprowadzony do Międzynarodowej Galerii Sław Boksu.

## Kłopoty z prawem
King jako młody człowiek zajmował się oszustwami finansowymi i hazardem. W 1954 zastrzelił złodzieja próbującego okraść jego kasyno. Ława przysięgłych uznała to za nieumyślne spowodowanie śmierci, mimo że King strzelił uciekającemu napastnikowi w plecy.
W 1966 King został oskarżony o skatowanie na śmierć pracownika, który był mu winien 600 dolarów. Próbował uniknąć oskarżenia, oferując świadkom pieniądze za zeznania na jego korzyść, a gdy to się nie udało – zastraszając ich. Został jednak skazany na dożywocie za zabójstwo drugiego stopnia. Sędzia zmienił jednak kwalifikację czynu na nieumyślne spowodowanie śmierci. Wyrok został wydany po rozprawie, na której obecny był tylko obrońca Kinga (jest to dopuszczalne w prawie amerykańskim, ale wydaje się być zastanawiające w kontekście wątpliwej reputacji Kinga i jednoznacznych zeznań świadków). King spędził 4 lata w więzieniu.
Odkąd zajął się boksem, bezustannie jest pozywany przez zawodników, często z powodu nierzetelnych rozliczeń finansowych. W sądzie skończyła się jego współpraca m.in. z Alim (w 1980 pozwał Kinga o milion dolarów, ostatecznie uzyskał tylko 50 tys.) i Mike Tysonem (chciał odzyskać 100 mln, zasądzono 14 mln).
W latach 90. towarzystwo ubezpieczeniowe Lloyd’s sądziło się z Kingiem o wyłudzenie pieniędzy na walkę, która się nie odbyła. King został uniewinniony, a niedługo potem opłacił całej ławie przysięgłych luksusową wycieczkę. W 1992 senacka komisja badająca kontakty aresztowanego gangstera Johna Gotti ze światem polityki i biznesu sprawdzała, czy interesów z Gottim nie prowadził także King. King nazwał takie podejrzenia rasistowskimi, o nic go też nie oskarżono, mimo licznie formułowanych podejrzeń.